# マリア・イサベル・ウルティア
マリア・イサベル・ウルティア・オコロ（スペイン語: María Isabel Urrutia Ocoró、1965年3月25日 - ）は、コロンビアの元重量挙げ選手、元陸上競技選手、元政治家。コロンビア初のオリンピック金メダリスト。

## 経歴

### 陸上競技
1988年ソウルオリンピックに砲丸投と円盤投で出場した。

### 重量挙げ
1989年より重量挙げを始め、同年の世界選手権で銀メダル獲得すると、1990年には金メダル獲得。世界選手権では金2個・銀4個・銅2個のメダルを獲得した。
2000年シドニーオリンピックでは75kg級に出場し、コロンビア初の金メダルをもたらした。

## 政治家
引退後の2002年、共和国議会下院選挙で当選を果たし、2期務めた。